# Sófalva (Beszterce-Naszód megye)
Sófalva (románul: Sărata, németül: Salz) falu Beszterce-Naszód megyében, Romániában.

## Fekvése
Besztercétől 10 km-re délnyugatra, a Beszterce bal partján fekszik. Sófalva szomszédai: keleten Beszterce, délkeleten Malomárka, délen Bilak, nyugaton Szeretfalva, északnyugaton Királynémeti és északon Besenyő.

## Története
Sófalva neve a hivatalos okiratokban először 1242-ben szerepel. Az évszázadok folyamán e helység neve a következőképpen alakult: 1242-ben és 1243-ban Villa Salis, 1422-ben poss.Sofalva, Sofalua, Sofalwa, 1428-ban Sofalu, 1463-ban Thofalwa, 1587-89-ben Sooffalwa, 1643-ban Soffalwa, 1733-ban Somfalva, 1750-ben Somfalu, 1760-62-ben Sofalva, 1850-ben Somfaleu, 1854-ben Sofalvan, Somfalau és Salz.
Kezdetben Sófalva királyi birtok volt. Belső-Szolnok vármegye legkeletibb csücskén feküdt, amelyet e vármegye évszázadokon át magáénak vallott, mert a honfoglaló magyar törzsek úgy húzták meg a határvonalakat, hogy minden megyének jusson egy-egy sólelőhely. Az 1241-es tatárjárás előtt a király Lumbardusnak adományozta, de IV. Béla király kicserélte és Herystoldus radnai ispánnak adta. A tatárjárás ideje alatt az ispán meghalt és az oklevél elveszett, ezért 1243-ban a király oklevelet adott róla Herystoldus fivérének, Hencs ispánnak, valamint fiainak és rokonainak azzal a feltétellel, hogy hadjárat idején kellőképpen felfegyverkezve, a király zászlaja alatt köteles harcolni. Később Radnai Miklós ispán és unokaöccse, Benus ispán, a falun és a bennelevő malmon 1/2-1/2 arányban osztozkodott. Miután 1453-ban Hunyadi Jánost beiktatták Beszterce kerület (disztrikus, comitatus) birtokába és a kerület egyesült Radnával, Sófalvát is Doboka megyéhez csatolták.
IV. Béla 1243-ből származó latin nyelvű adománylevelében feltüntetett Sófalva határai majdnem teljesen megegyeznek a mai határokkal: északon a Beszterce (Byztricia) folyó, mely a Sajóba ömlik, keleten a Csuger (Chuger) nevű alacsony domb, amely elválasztja Beszterce város határától, délen Malomárka falu határa és a Budak (Bodrug) pataka, nyugaton pedig a Sajó (Sayow) folyó volt a határvonal. Napjainkban csak annyiban változott, hogy a falu birtokosai az évszázadok folyamán földet vásároltak a Beszterce folyó jobb partján és a Sajó bal partján. A középkor folyamán sok szenvedést okoztak Sófalva lakosságának is a tatárjárások, amikor a beözönlő tatárok kíméletlenül öltek és fosztogattak. A sófalviaknak, bár volt hova menekülni előlük - a környékbeli erdőkbe-, miután a támadók áthaladtak s a lakosok visszatértek, házaikat lerombolva vagy leégve találták és állatok nélkül maradtak. Ilyen tatárjárások sújtottak 1241-42-ben, 1284-85-ben, 1343-ban, 1352-ben és a 15. sz. elején kétszer. A tatárjárások után a nyomorúságot fokozta a pestis és a dögvész.
Sófalva az 1848–49-es forradalom és szabadságharcból is kivette a részét, mert hadszíntérré vált. Amikor Bem tábornok seregei már nem tudtak ellenállni az orosz túlerőnek, visszavonultak a Borgó völgyéből és 1849. július 10-én a honvédtüzérség Sófalván védelmi állást vett fel és feltartotta az ellenséget, amíg a magyar sereg átvonult a Sajón át vezető hídon. A 20. századi világháborúk is megkövetelték a maguk áldozatait itt is.
Közigazgatási szempontból Sófalva a kezdetben Belső-Szolnok, majd Doboka megyéhez tartozott. 1849-től a Szebeni katonai vidékhez, 1853-tól Beszterce vidékhez, 1876-tól Beszterce-Naszód megyéhez, 1948-tól Kolozs tartomány Beszterce rajonjához és 1975-től újból Beszterce-Naszód megyéhez tartozik.
Sófalva a régi időktől községként szerepelt. Községháza és saját bírója volt. 1948 után a községet a néptanács (sfatul popular) vezette és hozzá tartoztak Besenyő, Malomárka és Szeretfalva helységek is. Amióta visszatértek a megyei rendszerre, Sófalva elveszítette önállóságát és Beszterce municípium külvárosaként (cartier) szerepel.

## Gazdaság
A 13. században, mint egész Erdélyben, az állattenyésztés és a földművelés volt az uralkodó. A háziállatok közül a legelterjedtebb a szarvasmarha és a sertés volt. IV. Béla király 1243-ból származó adománylevelében Sófalva határában „santofol” hosszúságot említenek, ami tanúsítja, hogy itt a földművelés volt a lakosok fő foglalkozása. A fontosabb termelt növények között a búza és a kender szerepelt. A szőlőművelésre a királyi látogatáskor adandó borból lehet következtetni, a gyümölcsös kertekben almát, szilvát és körtét termeltek. Általában a férfiak foglalkoztak a földműveléssel, a szőlő és gyümölcstermesztéssel és az állattenyésztéssel. Az asszonyok nagyon sokat dolgoztak, „nekik nem volt idejük kártyázni”, mert ők foglalkoztak a főzéssel, takarítással, mosással, gyermekneveléssel és a kender feldolgozásával, de a mezőn is segítettek a férfiaknak gyomlálni, kapálni, aratni, vagy gyümölcsöt szedni. Ezen kívül szőttek, varrtak, hímeztek, és ők készítették a díszes népviseleti termékeket.
A vízimalom korai megjelenéséről tanúskodtak az okiratok és a szomszédságban levő Malomárka is, mely már 1242-ben falunévként szerepel. A sófalvi malomárok régen a Beszterce folyó bal oldalán volt, de napjainkban alig maradtak nyomai. A mostani a folyó jobb oldalán van, a malom még megvan, de már csak történelmi műemlék.
A Sajó bal partján voltak a sóskutak. A környék helységei is vásároltak itt kutakat. Ezek be voltak kerítve, le voltak fedve és éjjel-nappal csendőrök őrizték őket. Napjainkban már nem maradt nyomuk, csak a legidősebbek emlékeznek rájuk.
Kezdetben a házakat és a gazdasági épületeket fából építették, amelyeket előbb szalmával, azután zsindellyel, majd cseréppel fedtek le. Később az épületeket kőből és téglából építették. Napjainkban betonból, téglából és sok más építőanyagból, a fedeleket cserépből és műanyagokból készítik. Sófalván a legrégebbi épület az ortodox templom (a régi), történelmi műemlék, melyet 1735-ben építettek. A mostani református templomot 1835-ben építették, a gróf Lázár Imre kastélya pedig a múlt század elején épült. Az állami iskolát 1897-ben, az óvodát 1941-ben építették. A faluban más kézművesek és mesteremberek is voltak: asztalosok, kádárok, borbélyok, cipészek, kertészek, kovácsok, kőművesek, mészárosok, szabók, téglavetők, vászonszövők, pálinkafőzők és mások.
A második világháború után, a falu életében komoly változások mentek végbe. Az 1948-as államosítás alkalmával állami tulajdonba került a grófi kastély és a hozzátartozó épületek, a malom és a református felekezeti iskola. Az iskolát kultúrotthonként és zeneteremként, a Schor, méhész és festőművész épületet szövetkezetként használták, a kastélyba egy vasúti vállalat (Complexul C.F.R.) költözött, amely az erdélyi vasutak és vasúti hidak karbantartásával foglalkozott. Ez alapította a vasúti megállót (Halta Sarata), saját áramfejlesztőjük volt és a falu egy részének is szolgáltatott villanyáramot az 1950-es években. Miután a vállalat
elköltözött, az épületet előbb az általános iskola, majd a pionírtáborok vezetősége vette át. Jelenleg a kastély lakatlan, egy részében lakodalmakat és temetési asztalozásokat szoktak szervezni. 1960-ban megalakult a kollektív gazdaság s az embereknek elvették földjeiket, szekereiket és igavonó állataikat. 1961-ben egyesítették a besenyői és a szenyiri termelőszövetkezetekkel.
Gabonát, zöldségféléket, szőlőt és gyümölcsöt termesztettek. Az 1989-es események után a termelőszövetkezet felbomlott és az emberek visszakapták földjeiket. Napjainkban Sófalván az „Italtextil” nevű selyemfeldolgozó működik, ahol kb. 1000 munkahelyet és a kavicskitermelő vállalat 50 munkahelyet biztosít, a többi munkaerő java része a besztercei vállalatokban dolgozik, a mezőgazdasági termelés pedig fokozatos hanyatlásnak indult.
Sófalvának két sóstava és két édesvizű mesterséges tava van, ahol halászni vagy csónakázni lehet, a sóstavaknak pedig jó gyógyhatásuk van a reuma-betegségek kezelésében.

## Lakosság
Az 1829-31-es népszámlálás adatai szerint Sófalvának 341 lakosa volt. Ezek az ortodox és a református felekezetekhez tartoztak.
Az 1850-es népszámlálás bővebb adatokkal szolgál. Ezek szerint, Sófalva 669 lakosa 118 házban, 159 lakásban élt. A népszámlálás idején 24-en nem voltak jelen és 5 ideiglenesen tartózkodott ott. A 669 személyből 325 férfi, ebből 134 házas, 180 nem házas, 11 özvegy; nő összesen 344, ebből férjnél van 134, nincs férjnél 169, özvegy 41. A lakosság nemzetiség szerinti felosztása a következő volt: 316 román, 275 magyar, 66 cigány, 4 szász, 4 örmény és 4 zsidó. Felekezeti hovatartozás szerint 331 görögkatolikus, 319 református, 11 római-katolikus, 4 evangélikus és 4 izraelita. Ez alkalommal összeírták a fontosabb háziállatokat is: 256 tehenet és 14 lovat találtak.
Az 1870-es népszámlálás adatai szerint, Sófalván 31 római katolikus, 271 görögkatolikus, 297 református, 1 unitárius és 36 izraelita vallású lakost találtak.
A Sófalvi Református Egyházközségről szóló adataink hiányosak, mert a második világháború idején az irattárat Debrecenbe vitték. 1850-1853 között Püspöki Pál sófalvi református lelkész Beszterce gyülekezetének a beszolgáló lelkésze is volt. 1882-ben Sófalván a reformátusok lélekszáma 369 volt. Az akkori lelkipásztor Varró István volt, aki a Nagysajói Református Egyházmegye vezetőségében az igazgatói tisztséget töltötte be. 1912-1931 között Musnai Károly, 1932-től 1944-ig Máthé István voltak lelkipásztorok.

## Oktatás és kultúra
Az állami iskolát 1894-ben, az óvodát 1942-ben építették, de a sófalvi oktatás sokkal azelőtt kezdődött. Ezt bizonyítja a volt református felekezeti iskola épülete, amelyet az 1960-as években bontottak le és a volt görögkatolikus felekezeti iskola, melynek épületét még régebb bontottak le és arra a helyre építették az új ortodox templomot. 1906-ban Sófalvának 757 lakosa volt, amelyből magyar anyanyelvű 324, a tanulók száma 95 volt. A népiskolán kívül, gazdasági ismétlő iskolája is működött a következő tanárokkal: Bereczki Farkas, igazgató-tanító, Bereczkiné Pauline Aranka, tanítónő és Winter Gizella, óvónő.
A 20. század elején ifjúsági egyesület, nőegylet és EMKE daloskör működött, 1912-ben pedig megalakult a fúvószenekar, melyet az elején református zenekör, később rezesbanda, majd zeneegylet néven említettek, azután fúvószenekarnak neveztek.

## Nevezetesség
- 18. századi ortodox fatemplom[11]

## Képek

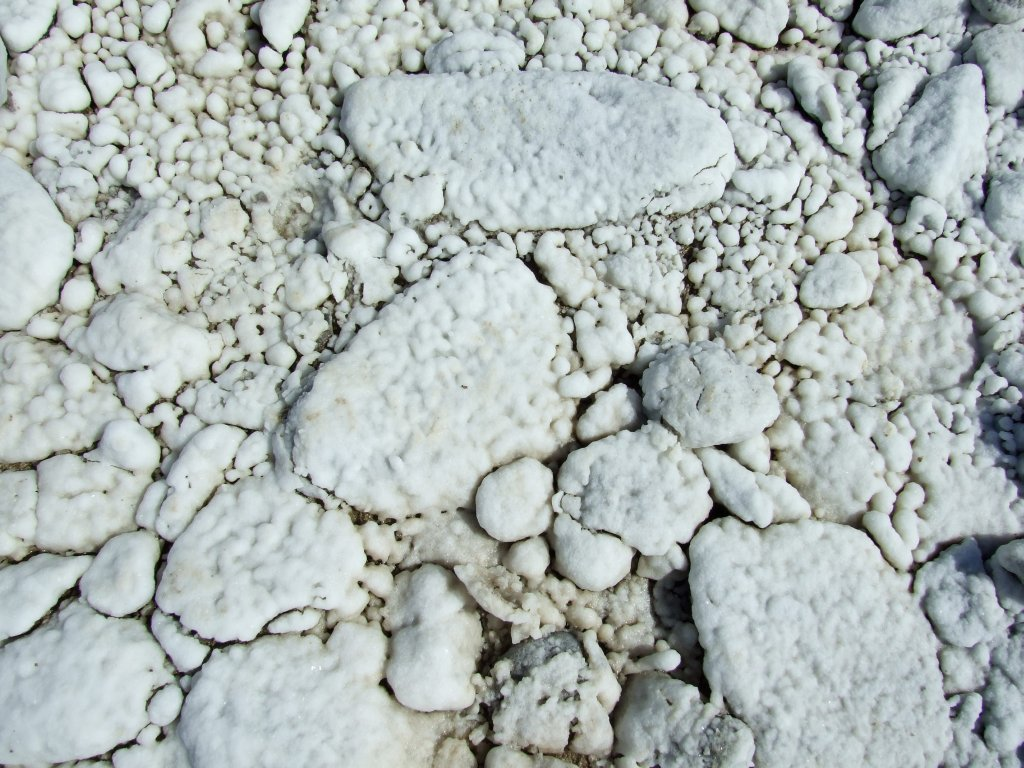
Sólerakódás